# Dedé (ur. 1988)
Dedé, właśc. Anderson Vital da Silva (ur. 1 lipca 1988 w Volta Redonda) – piłkarz brazylijski, występujący na pozycji środkowego obrońcy.

## Kariera klubowa
Dedé karierę piłkarską rozpoczął w klubie Volta Redonda FC, którego jest wychowankiem w 2008. Dobra gra w Volta Redonda zaowocowała do drugoligowego wówczas CR Vasco da Gama. W Vasco 1 sierpnia 2009 w wygranym 2-1 wyjazdowym meczu z EC Juventude renato zadebiutował w II lidze brazylijskiej zastępując w 70 min. Amarala.
Z Vasco wygrał rozgrywki Campeonato Brasileiro Série B i awansował do brazylijskiej ekstraklasy. W Brasileirão 9 maja 2010 w przegranym 1-2 wyjazdowym meczu z Clube Atlético Mineiro Dedé zadebiutował w I lidze brazylijskiej. W 2011 zdobył z Vasco Copa do Brasil, po pokonaniu w finale Coritiby (Dedé wystąpił w obu meczach finałowych). Dotychczas w rozgrywkach Brasileirão wystąpił w 56 meczach, w których strzelił 5 bramek.
18 kwietnia 2013 przeszedł do Cruzeiro EC za 5,4 mln euro.
| Sezon | Klub             | Kraj     | Rozgrywki                     | Mecze | Bramki |
| ----- | ---------------- | -------- | ----------------------------- | ----- | ------ |
| 2008  | Volta Redonda FC | Brazylia | Campeonato Carioca            | 16    | 3      |
| 2009  | Volta Redonda FC | Brazylia | Campeonato Carioca            | 13    | 2      |
| 2009  | CR Vasco da Gama | Brazylia | Campeonato Brasileiro Série B | 5     | 0      |
| 2010  | CR Vasco da Gama | Brazylia | Campeonato Brasileiro Série A | 36    | 1      |
| 2011  | CR Vasco da Gama | Brazylia | Campeonato Brasileiro Série A | 20    | 4      |

## Kariera reprezentacyjna
Dedé w reprezentacji Brazylii zadebiutował 14 września 2011 w zremisowanym 0-0 towarzyskim meczu z reprezentacją Argentyny.
| Mecze i gole w reprezentacji | Mecze i gole w reprezentacji | Mecze i gole w reprezentacji | Mecze i gole w reprezentacji | Mecze i gole w reprezentacji | Mecze i gole w reprezentacji | Mecze i gole w reprezentacji |
| #                            | Data                         | Miasto                       | Przeciwnik                   | Gol                          | Wynik                        | Rozgrywki                    |
| ---------------------------- | ---------------------------- | ---------------------------- | ---------------------------- | ---------------------------- | ---------------------------- | ---------------------------- |
| 1.                           | 14.09.2011                   | Córdoba                      | Argentyna                    |                              | 0:0                          | towarzyski                   |
| 2.                           | 28.09.2011                   | Belém                        | Argentyna                    |                              | 2:0                          | towarzyski                   |